# Point-de-Hongrie
Erynnis tages
Pour le motif de parquet, voir Point de Hongrie.
Espèce
Le Point-de-Hongrie (Erynnis tages) est une espèce de lépidoptères (papillons) de la famille des Hesperiidae et de la sous-famille des Pyrginae.

## Description
L'imago d'Erynnis tages est un petit papillon au dessus marron foncé orné de rangées de points blancs marginaux caractéristiques.

## Biologie

### Phénologie
L'espece est univoltine ou bivoltine selon les régions : une première génération vole d'avril à juin, suivie d'une seconde de juin à août dans le Sud de son aire de répartition.
Elle hiverne au stade de chenille, qui se nymphose en fin d'hivernation.

### Plantes hôtes
Les plantes hôtes de la chenille sont Lotus corniculatus et Lotus pedunculatus, Hippocrepis comosa, des Eryngium, Coronilla et Medicago,.

## Distribution et biotopes
Il est présent dans toute l'Europe (sauf le nord de l'Angleterre et de la Scandinavie) et en Asie, de la Sibérie à la Chine.
Il est présent dans toute la France métropolitaine (sauf en Corse), jusqu'à 1 800 mètres.
On le trouve dans les friches sèches, talus et coteaux fleuris.

## Systématique
L'espèce Erynnis tages a été décrite par le naturaliste suédois Carl von Linné en 1758, sous le nom initial de Papilio tages.

## Noms vernaculaires
Le Point-de-Hongrie se nomme en anglais Ding Skipper, en allemand Dunkler Dickkopffalter et en espagnol Cervantes.

## Protection
L'espèce n'a pas de statut de protection particulier en France.